# 391
Évszázadok: 3. század – 4. század – 5. század
Évtizedek: 340-es évek – 350-es évek – 360-as évek – 370-es évek – 380-as évek – 390-es évek – 400-as évek – 410-es évek – 420-as évek – 430-as évek – 440-es évek
Évek: 386 – 387 – 388 – 389 –  390 – 391 – 392 – 393 – 394 – 395 – 396

## Események

### Római Birodalom
- Eutolmius Tatianust és Quintus Aurelius Symmachust választják consulnak.
- Theodosius császár rendeletben tiltja meg hogy magánemberek pogány isteneknek áldozzanak vagy pogány templomokat látogassanak.
- Alexandriában Theophilosz pátriárka a császár rendeletére hivatkozva leromboltatja az alexandriai könyvtár örökösét, a Serapeumot, valamint számos más pogány templomot és keresztény szentélyeket építtet a helyükön.
- Theodosius három év után visszatér Mediolanumból Konstantinápolyba.
- A gótok Alarik vezetésével betörnek Trákiába, de a Stilicho vezette rómaiak visszaverik őket.

### Kína
- Toupa Kuj, Északi Vej fejedelme legyőzi és nyugatra űzi a nomád zsuanzsuanokat.

### Korea
- Meghal Kogugjang, Kogurjo királya. Utóda fia, Kvanggetho.

## Halálozások
- Kogugjang kogurjói király
- Egyiptomi Szent Makariosz, keresztény remete
- Szebasztei Szent Péter, örmény püspök

## Fordítás
- Ez a szócikk részben vagy egészben  a(z)   391 című francia Wikipédia-szócikk ezen változatának fordításán alapul.  Az eredeti cikk szerkesztőit annak laptörténete sorolja fel. Ez a jelzés csupán a megfogalmazás eredetét és a szerzői jogokat jelzi, nem szolgál a cikkben szereplő információk forrásmegjelöléseként.